# Les Ex de mon mec
Pour plus de détails, voir Fiche technique et Distribution.
Les Ex de mon mec ou Le petit carnet noir au Québec (Little Black Book) est un film américain de Nick Hurran, sorti en 2004.

## Synopsis
Stacy (Brittany Murphy), productrice associée d'un talk-show quotidien, est convaincue que son petit ami Derek (Ron Livingston) est l'homme fait pour elle, mais son apparente phobie de l'engagement fait qu'il refuse de parler de ses relations antérieures. Sous les conseils de sa collègue Barb (Holly Hunter), elle regarde sur le Palm Tungsten C de son petit ami et enregistre le nom et le numéro de trois de ses anciennes petites amies.
Elle s'organise un entretien avec chaque femme afin d'en savoir plus sur Derek et pour ainsi mieux le connaître, se rapprocher de lui. Toutefois, le plan de Stacy se retourne quand elle va être amenée à développer une amitié avec une des femmes.

## Fiche technique
- Titre : Les Ex de mon mec
- Titre original : Little Black Book
- Titre québécois : Le petit carnet noir
- Réalisation : Nick Hurran
- Scénario : Melissa Carter, Elisa Bell
- Costume : Susie DeSanto
- Photographie : Theo van de Sande
- Montage : John Richards
- Musique : Christophe Beck
- Production : Herb Gains, Elaine Goldsmith-Thomas, Rachael Horovitz, Lauren Kisilevsky, Craig Perry, Deborah Schindler, William Sherak, Jason Shuman, Warren Zide
- Distribution : Sony Pictures Entertainment
- Budget : 35 000 000 dollars US[1]
- Pays d'origine : États-Unis
- Langue : Anglais
- Format : 2.35 : 1
- Durée : 111 minutes
- Date de sortie : 2004

## Distribution
- Brittany Murphy (VF : Laurence Dourlens ; V. Q. : Camille Cyr-Desmarais) : Stacy
- Holly Hunter (VF : Marie Vincent ; V. Q. : Lisette Dufour) : Barb
- Kathy Bates (V. Q. : Claudine Chatel) : Kippie Kann
- Ron Livingston (V. Q. : Pierre Auger) : Derek
- Julianne Nicholson (VF : Céline Mauge ; V. Q. : Violette Chauveau) : Joyce
- Stephen Tobolowsky (V. Q. : Marc-André Bélanger) : Carl
- Kevin Sussman (V. Q. : Louis-Philippe Dandenault) : Ira
- Rashida Jones (VF : Claire Guyot ; V. Q. : Michèle Lituac) : Dr Rachel Keyes
- Josie Maran (V. Q. : Viviane Pacal) : Lulu Fritz
- Jason Antoon (V. Q. : Hugolin Chevrette) : Larry
- Sharon Lawrence (V. Q. : Élise Bertrand) : Mère
- Gavin Rossdale : Random
- Cress Williams (V. Q. : Jean-Luc Montminy) : Phil
- Dave Annable (V. Q. : Nicholas Savard L'Herbier) : Bean
- Guy Wilson : Sean
- Vivian Bang (V. Q. : Manon Arsenault) : Katie
- Yvette Nicole Brown (V. Q. : Isabelle Leyrolles) : Prod Ass.
- Lee Cherry (V. Q. : Jean-François Beaupré) : Rappeur Taye
- Marjorie Loomis (V. Q. : Béatrice Picard) : Grand-mère
- Mercedes Mercado (V. Q. : Charlotte Bernard) : Honey Squeeze
- Carly Simon (V. Q. : Linda Roy) : Elle-même

Source et légende : Version québécoise (V. Q.) sur Doublage QC